# A-349,821
A-349,821 je potentan i selektivan antagonist histaminskog H3 receptora (a verovatno i inverzni agonist). Pokazano je da ima nootropno dejstvo u životinjskim studijama. Ovo jedinjenje se koristi u laboratorijskim istraživanjima.